# 安华桥
39°58′02″N 116°23′18″E / 39.96711°N 116.38840°E

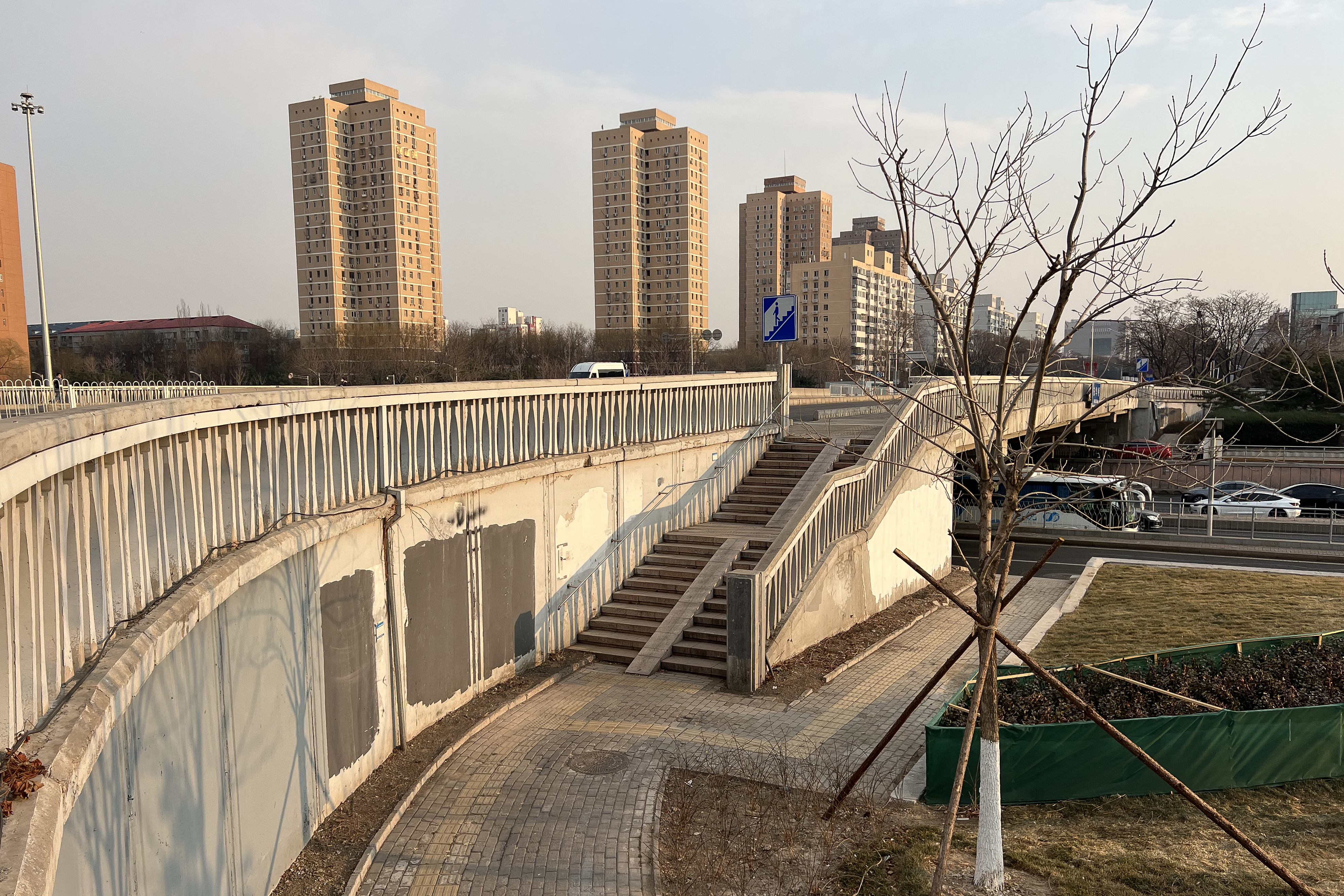
安华桥

安华桥是北京北三环路同鼓楼外大街（中轴路）交汇位置的一座立交桥。该桥1988年2月开始修建，1988年9月竣工，以迎接1990年亚洲运动会。